# Instytut Ekonomiki i Organizacji Przemysłu
Instytut Ekonomiki i Organizacji Przemysłu – jednostka organizacyjna Rządu istniejąca w latach 1952–1982, mająca na celu prowadzenia badań w zakresie socjalistycznej ekonomiki i organizacji przedsiębiorstw przemysłowych oraz opracowywanie i rozwijanie socjalistycznej organizacji pracy w przedsiębiorstwach przemysłowych w celu usprawnienia i podniesienia wyników ich działalności gospodarczej.

## Powołanie Instytutu
Na podstawie uchwały Rady Ministrów z 1952 r. w sprawie przekształcenia Głównego Instytutu Pracy w Instytut Ekonomiki i Organizacji Przemysłu oraz nadania mu statutu ustanowiono Instytut.
Nadzór na Instytutem sprawował Przewodniczący Państwowej Komisji Planowania Gospodarczego.

## Zadania Instytutu
Zadaniem Instytutu było:
- prowadzenia badań w zakresie socjalistycznej ekonomiki i organizacji przedsiębiorstw przemysłowych,
- opracowywania i rozwijania socjalistycznej organizacji prac w celu usprawnienia i podniesienia wyników ich działalności gospodarczej,
- opracowywanie dla przedsiębiorstw państwowych socjalistycznych metod: organizacji produkcji, zarządzania, planowania wewnątrzzakładowego i sprawozdawczości, rozrachunku gospodarczego, służb pomocniczych, metod kooperacji i techniki łączności wewnątrzzakładowej oraz innych elementów działalności przedsiębiorstw państwowych,
- badanie i rozwijanie przodujących metod pracy, stanowiących podstawę rozwoju współzawodnictwa i ruchu stachanowskiego,
- opracowywanie metod i organizacji rachunkowości przedsiębiorstw przemysłowych,
- opracowywanie metod i środków technicznych pracy biurowej,
- opiniowania na zlecenie władz zwierzchnik planów prac innych placówek naukowo-badawczych, zakładów i katedr szkół wyższych w zakresie objętym działalnością instytutu,
- przeprowadzania ekspertyz oraz opracowywania opinii na żądanie władz i instytucji państwowych,
- prowadzenie ośrodka dokumentacji naukowo-technicznej,
- organizowania i współudział w organizowaniu konferencji, zjazdów naukowych, odczytów, wykładów i kursów,
- przygotowywania i doskonalenia specjalistów w zakresie ekonomiki i organizacji przedsiębiorstw przemysłowych,
- utrzymywania łączności z odpowiednimi instytucjami i organizacjami za granicą, wykorzystywania zagranicznych doświadczeń, a zwłaszcza doświadczeń ZSRR oraz krajów demokracji ludowej,
- współudział w pracach normalizacyjnych,
- prowadzenie innych prac zleconych przez Przewodniczącego Państwowej Komisji Planowania Gospodarczego w zakresie działalności instytutu.

## Kierowanie Instytutem
Na czele Instytutu stał dyrektor, który kierował samodzielnie działalnością Instytutu i był za nią odpowiedzialny. Dyrektor zarządzał Instytutem przy pomocy dwóch zastępców. Dyrektora i zastępców powoływał Przewodniczący Państwowej Komisji Planowania Gospodarczego.
Przy Instytucie działała Rada Naukowa. Rada Naukowa składała się z przewodniczącego oraz co najmniej 6 członków.

## Instytut z 1980 r.
Na podstawie uchwały Rady Ministrów z 1976 r. w sprawie utraty mocy obowiązującej niektórych aktów prawnych ogłoszonych w Monitorze Polskim zniesiono nazwę Instytutu, którą zarządzeniem Prezesa Rady Ministrów z 1980 r. w sprawie utworzenia Instytutu Ekonomiki i Organizacji Przemysłu Spożywczego do poprzedniej nazwy dodano „Spożywczego”.

## Zniesienie Instytutu
Na podstawie zarządzenie Prezesa Rady Ministrów z 1982 r. w sprawie połączenia Instytutu Ekonomiki Rolnej oraz Instytutu Ekonomiki i Organizacji Przemysłu Spożywczego w Instytut Ekonomiki Rolnictwa i Gospodarki Żywnościowej połączono Instytuty.